# Maputo (prowincja)
Maputo – prowincja Mozambiku, położona w południowej części kraju, otaczająca stolicę kraju Maputo. Ośrodkiem administracyjnym prowincji jest miasto Matola. Pozostałe większe miasta to: Manhiça i Boane.